# Naval Aircraft Factory TS
Naval Aircraft Factory TS-1 là một loại máy bay tiêm kích hai tầng cánh của Hải quân Hoa Kỳ giai đoạn 1922-1929.

## Biến thể

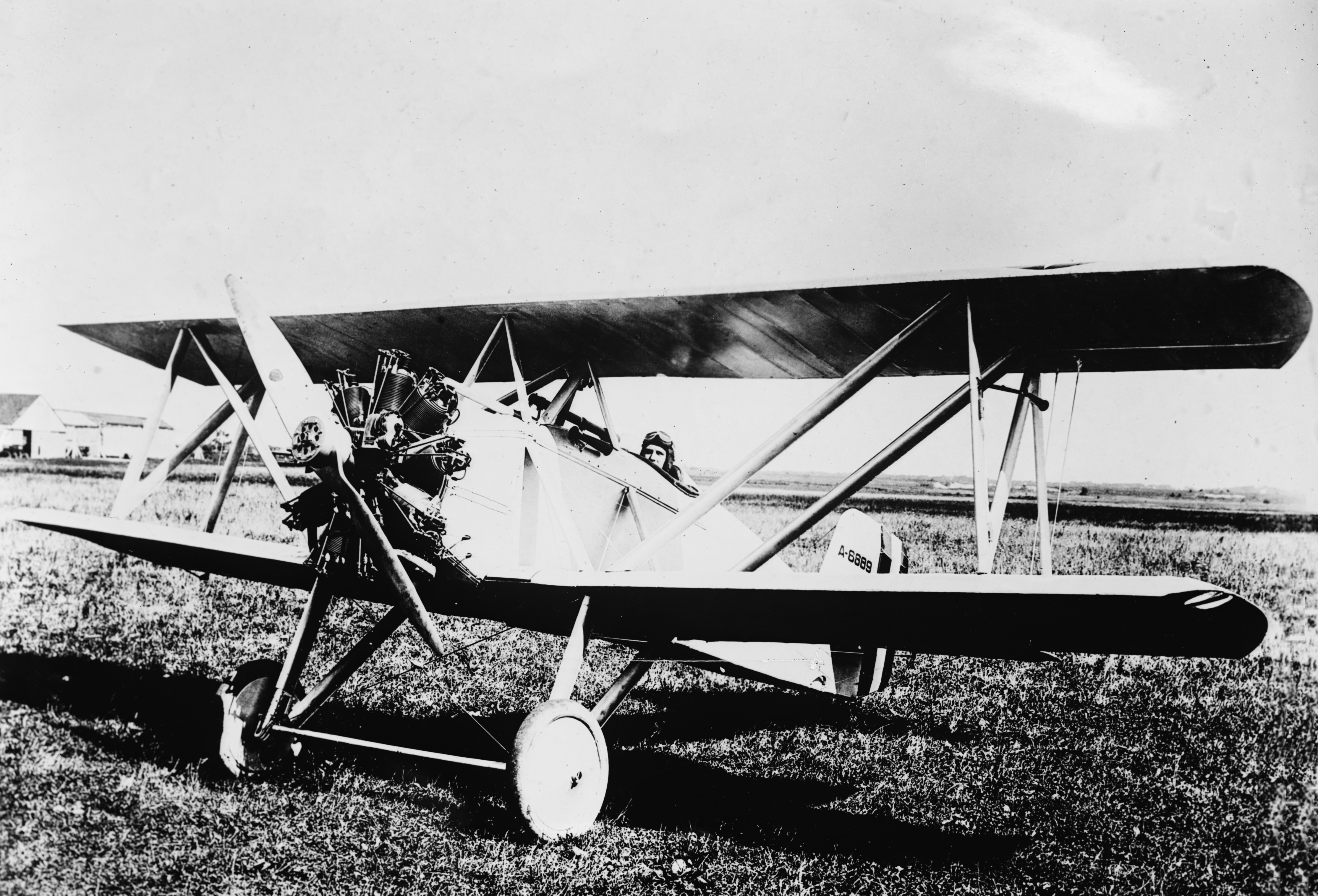
F4C-1, năm 1924.

NAF TS-1

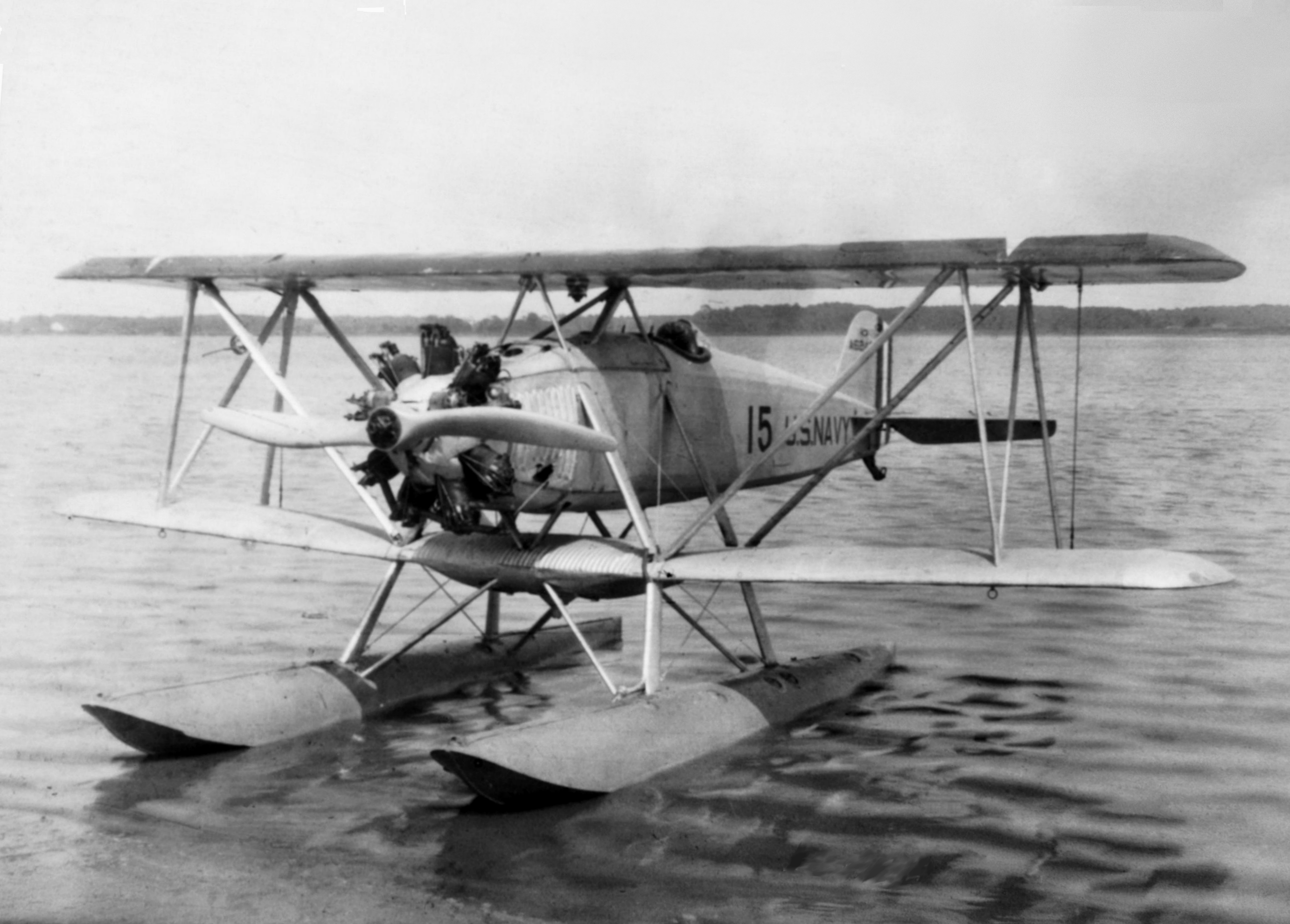
Curtiss TS-1
NAF TS-2
NAF TS-3
NAF TR-2
Curtiss-Hall

## Quốc gia sử dụng
United States
- Hải quân Hoa Kỳ

## Tính năng kỹ chiến thuật (TS-1)
Dữ liệu lấy từ Gordon Swanborough, Peter M. Bowers: United States Navy aircraft since 1911. Naval Institute Press, Annapolis 1990 (ISBN 0-87021-792-5), p. 370.
Đặc điểm tổng quát
- Kíp lái: 1
- Chiều dài: 22 ft 1 in (6,7 m)
- Sải cánh: 25 ft (7,62 m)
- Chiều cao: 9 ft 7 in (2,9 m)
- Diện tích cánh: 228 ft² (21 m²)
- Trọng lượng rỗng: 1.240 lb (562,5 kg)
- Trọng lượng có tải: 2.133 lb (967,5 kg)
- Động cơ: 1 × Lawrance J-1, 200 hp (149 kW)

 Hiệu suất bay 
- Vận tốc cực đại: 106,8 knot (123 mph, 198 km/h)
- Tầm bay: 418,8 nmi (482 mi, 775,7 km)
- Trần bay: 16.250 ft (4950 m)
- Vận tốc lên cao: 909 ft/phút (4,61 m/s)

Trang bị vũ khí

1 Súng máy M1919 Browning 0.3 in